# Catadoides
Catadoides (лат.) — род чешуекрылых из подсемейства совок-пядениц, описанный английским энтомологом Джорджем Бетуном-Бейкером в 1908 году.

## Описание
Усики двусторонне гребенчатые. Щупики у самцов очень длинные, иногда могут превышать длину тела. Первый членик щупиков расширен. Самки встречаются реже самцов.

## Систематика
В составе рода пять видов:
- Catadoides fijiensis Robinson 1975
- Catadoides longipalpis Swinhoe 1903
- Catadoides punctata Bethune-Baker 1908
- Catadoides russula Holloway, 2008
- Catadoides vunindawa Robinson 1975

## Распространение
Представители рода встречаются в полуострове Малакка, островах Калимантан, Ява, Фиджи и  Новая Гвинея.